# Lincoln Child
Lincoln Child (* 13. října 1957 Westport, Connecticut) je americký spisovatel.

## Život
Začínal jako knižní redaktor a systémový analytik. Je autorem celé řady duchařských historek a příběhů s nadpřirozenou tematikou. Spolu s Douglasem Prestonem jsou autory knih jako např. Dračí hora, Relikviář, Kabinet kuriozit, Zátiší s vránami, Hřbitovní tanec. Ve více jejich dílech vystupuje extravagantní zvláštní agent FBI Pendergast.

## Dílo

### Editace
- Dark Company: The Ten Greatest Ghost Stories, St. Martin's Press (New York, NY), 1984
- Dark Banquet: A Feast of Twelve Great Ghost Stories, St. Martin's Press (New York, NY), 1985
- Tales of the Dark, St. Martin's Press (New York, NY), 1987
- Tales of the Dark Two, St. Martin's Press (New York, NY), 1987
- Tales of the Dark Three, St. Martin's Press (New York, NY), 1988

### Romány společně s Douglasem Prestonem
- Relic, Forge (New York, NY), 1995
- Mount Dragon, Forge (New York, NY), 1996
- Reliquary, Forge (New York, NY), 1997
- Riptide, Warner Books (New York, NY), 1998
- Thunderhead, Warner Books (New York, NY), 1999
- Land of Fire, Warner Books (New York, NY), 2000
- The Ice Limit, Warner Books (New York, NY), 2000
- The Cabinet of Curiosities, Warner Books (New York, NY), 2002
- Still Life with Crows, Warner Books (New York, NY), 2003
- Brimstone, Warner Books (New York, NY), 2004
- Dance of Death, Warner Books (New York, NY), 2005. (česky Hřbitovní tanec, vyšlo v r. 2010)
- The Book of the Dead, Warner Books (New York, NY), 2006
- The Wheel of Darkness, Warner Books (New York, NY), 2007

### Romány
- Utopia, Doubleday (New York, NY), 2002
- Death Match, Doubleday (New York, NY), 2004
- Deep Storm, Doubleday (New York, NY), 2007